# Shirai Kyōji

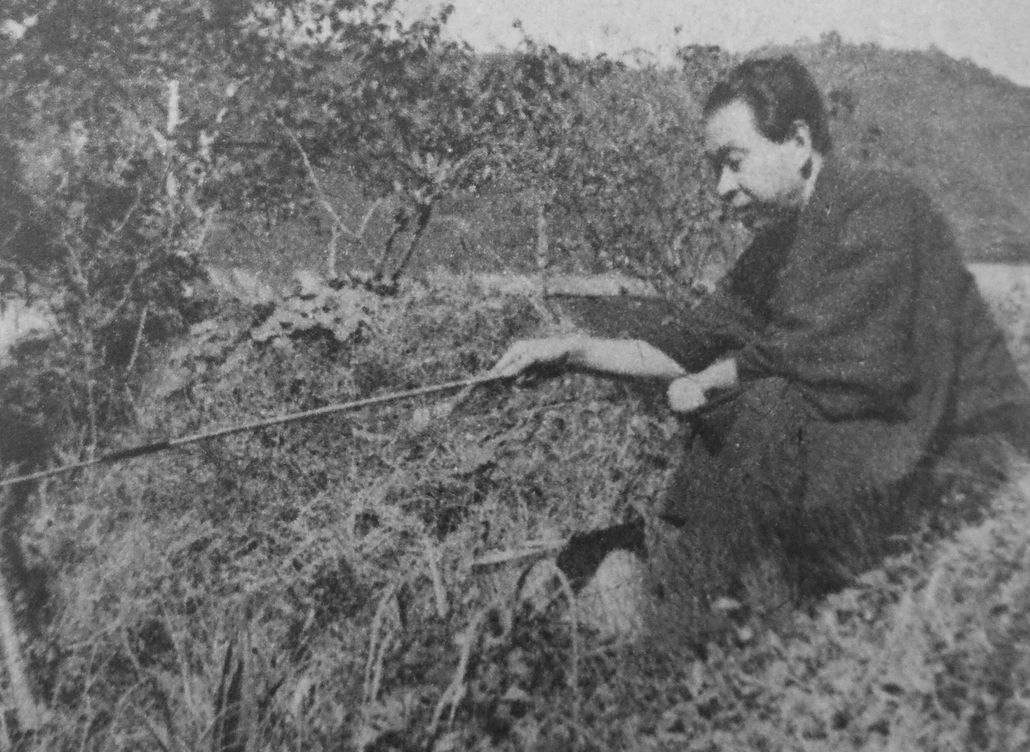
Shirai Kyōji beim Angeln, 1948

Shirai Kyōji (japanisch 白井 喬二, eigentlich Inoue Yoshimichi; geboren 1. September 1889 in Yokohama (Präfektur Kanagawa); gestorben 9. November 1980 in Ryūgasaki) war ein japanischer Schriftsteller.

## Leben und Wirken
Shirai Kyōji begann 1905 ein Studienabschluss im Fach Literaturwissenschaft an der Waseda-Universität. Anschließend bildete er sich weiter an der Nihon-Universität im Fach Politikwissenschaft. Nach einer Zeit bei einer Chemie-Firma begann er zu schreiben. 1920 veröffentlichte er unter dem Künstlernamen Shirai Kyōji „Kaiken daijūnidan kaeshi“ (怪建築十二段返し) an, ein Buch, das als neuartiger zeitgeschichtlicher Roman Aufmerksamkeit erregte.
Shirais Hauptwerk ist sein zeitgeschichtlicher Roman „Fuji ni tatsu kage“ (富士に立つ影) – „Schatten über dem Fuji“, der von 1924 bis 1927 erschien. Shirai, der sich schon früh für die Unterhaltung der literarischen Künste einsetzte, gründete 1925 mit Naoki Sanjūgo und Edogawa Rampo die Gruppe „Treffen am 21.“ (二十一日会) mit dem Ziel, die Qualität von Unterhaltungsromanen zu verbessern.
Als Herausgeber des Magazins „Taishō bungaku“ (大正文学) war Shirai ein führender Beobachter, was moderne volkstümliche Literatur anging. Er hinterließ ein umfangreiches Werk. Beispiele sind „Shimpen Goetsu zōshi“ (神変呉越草紙) – „Notizen zu Shimpen Goetsu“, „Shinsengumi“ (新撰組) – ein Roman über eine Gruppe herrenloser Samurai in der Bakumatsu-Zeit, und das Fernsehdrama „Bangaku no isshō“ (盤嶽の一生).
Shirais ältester Sohn trat in den ersten beiden Sendungen der Fernseh-Serie „Taiga-Dorama“ (大河ドラマ), 1962 in „Hana mo isshō“  (花の生涯) und 1963 in „Akō rōshi“ (赤穂浪士) auf.